# Pierre Kogel
Pierre Kogel, né le 3 avril 1886 à Liège en Belgique et mort le 1er janvier 1938 à Villiers-le-Bel en France, est un footballeur international et entraîneur belge, naturalisé Français en 1932. Il fut l'un des pionniers du Standard de Liège, il en fut même le trésorier.
Il était le gardien de but du Standard de Liège quand le club monta pour la 1re fois en Division 1 en 1909. Il fut sélectionné à une reprise en équipe nationale pour la rencontre France-Belgique du 3 avril 1910.

## Carrière comme joueur
- 1902-1910 : Standard de Liège

38 matchs dont 19 en D1

## Palmarès comme joueur
- Champion D2 (Liège) en : 1905 - 1906 - 1907 - 1908
- Champion D2 en : 1909

Le Champion D2 (Liège) jouait un tour final avec les Champions de D2 du Brabant, de Flandre et d'Anvers. Une seule équipe montait en D1. Ce n'est qu'à la 5e tentative que le Standard de Liège réussit à monter parmi l'élite.

## Carrière comme entraîneur
1922-1924 : Standard de Liège 